# Necyla formosana
Necyla formosana is een insect uit de familie van de Mantispidae, die tot de orde netvleugeligen (Neuroptera) behoort. 
Necyla formosana is voor het eerst wetenschappelijk beschreven door Okamoto in 1910.